# Gelanes clypeatus
Gelanes clypeatus là một loài tò vò trong họ Ichneumonidae.